# ایلونا اولیکووا-ووشتوا
ایلونا اولیکووا-ووشتوا (انگلیسی: Ilona Uhlíková-Voštová؛ زادهٔ ۹ آوریل ۱۹۵۴ در en:Stod (Czech Republic)) یک بازیکن تنیس روی میز اهل چکسلواکی است.
وی در مسابقات کشوری و بین‌المللی در مجموع برنده ۲ مدال طلا، ۴ مدال نقره، ۶ مدال برنز شده‌است.